# Arquidiócesis de Ohrid

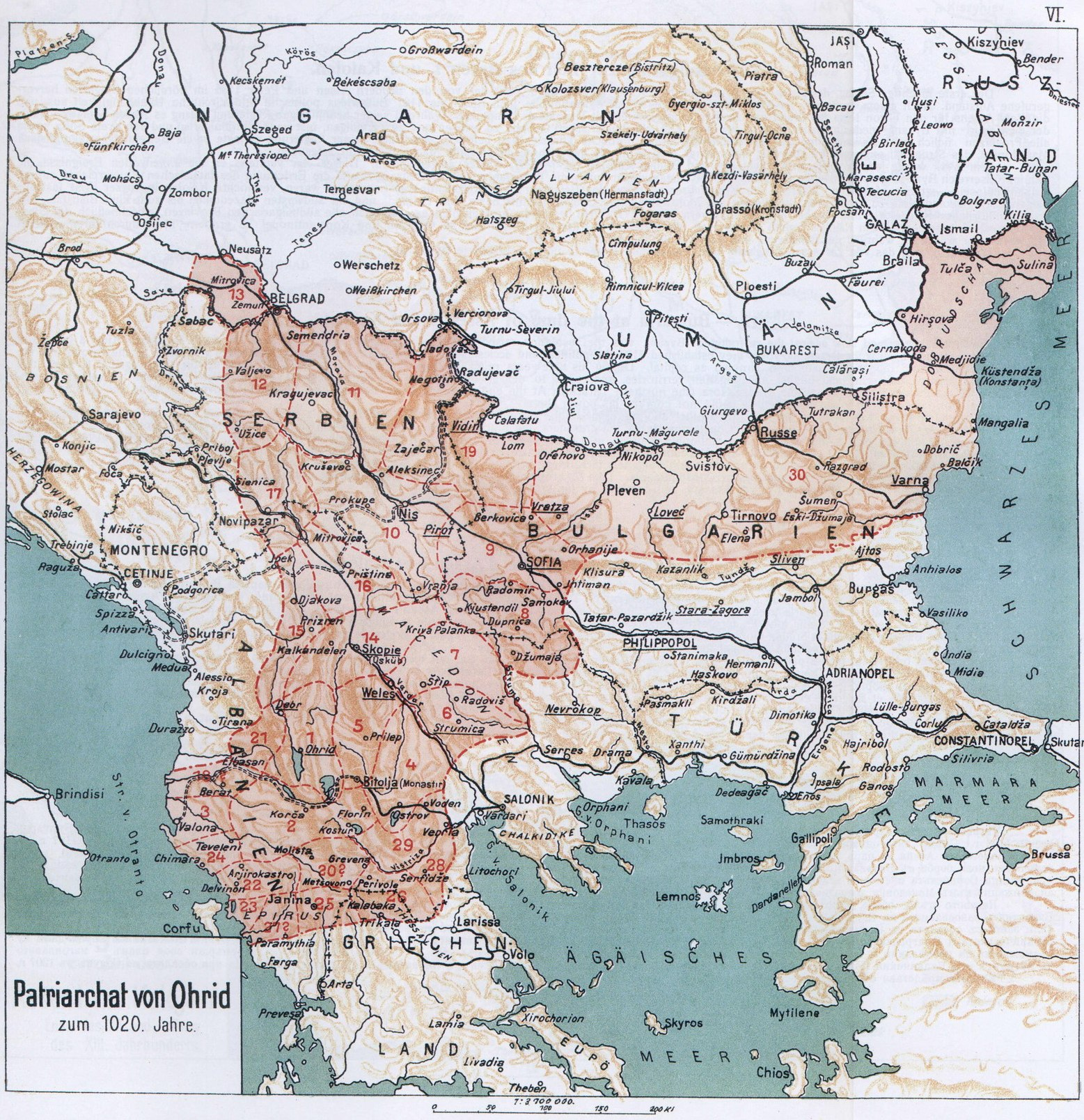
El Arzobispado de Ohrid hacia 1020.

El Arzobispado de Ohrid, también conocido como el Arzobispado búlgaro de Ohrid, fue una Iglesia ortodoxa autónoma bajo la tutela del Patriarca Ecuménico de Constantinopla entre 1019 y 1767. Se estableció tras la conquista bizantina del Primer Imperio búlgaro en 1018 mediante la reducción del rango de Patriarcado búlgaro autocéfalo debido a su sometimiento a Constantinopla.

## Historia
En 972, el emperador bizantino Juan I Tzimisces conquistó y capturó Preslav, tomando cautivo al zar de Bulgaria Boris II. El patriarca búlgaro Damián logró escapar, inicialmente a Sredets. En los próximos años, la residencia de los patriarcas de Bulgaria siguió estrechamente vinculado a la evolución de la guerra entre la siguiente dinastía monárquica de Bulgaria, los Cometopulos, y el Imperio bizantino. Por lo tanto, el siguiente patriarca, Germano I, residía consecutivamente en Moglen, Vodena y Prespa. Alrededor de 990, el último patriarca, Felipe, se trasladó a Ohrid, que también se convirtió en la sede permanente del Patriarcado.
El arzobispado de Ohrid fue una resurrección bizantina del arzobispado de Justiniana Prima. Después de 1018 fue la iglesia de los eslavos bizantinos; búlgaros y serbios.[1] El arzobispado estaba asentado en Ohrid, en el thema bizantino de Bulgaria, y se estableció en 1019 mediante la reducción del rango del anteriormente Patriarcado autocéfalo de Bulgaria y su sometimiento a la jurisdicción del Patriarcado de Constantinopla. Aunque el primer arzobispo designado (Juan de Debar) era un búlgaro, sus sucesores, así como todo el alto clero, fueron invariablemente griegos, el más famoso de ellos es san Teofilacto de Bulgaria (1078-1107).[1] Los arzobispos fueron elegidos entre los monjes de Constantinopla. Adriano Comneno, bajo su nombre monástico de Juan, (1143-1160) fue el primo del emperador Juan II Comneno, y el primer arzobispo que poseía el título de arzobispo de Justniana Prima. El siguiente arzobispo Juan V Kamateros (1183-1216) fue un exfuncionario imperial.
En el siglo XIII y la primera mitad del XIV, el territorio del arzobispado fue disputado por el Imperio bizantino, el Imperio latino, el Despotado de Epiro, el Segundo Imperio búlgaro y después por Serbia. Luego de la caída de Constantinopla ante los latinos en 1204, y con la fundación de nuevos estados en el territorio bajo la jurisdicción del arzobispado de Ohrid, iglesias autónomas fueron fundadas en los estados que no aceptaron la jurisdicción de Constantinopla u Ohrid. Después de 1204, el Imperio de Nicea reclamó la herencia imperial bizantina y proporcionó refugio a los patriarcas griegos de Constantinopla en el exilio. En el recién fundado Segundo Imperio búlgaro, un nuevo arzobispado fue establecido con su sede en Tarnovo. El zar Kaloyan (1197-1207) no consiguió en poner el arzobispado de Ohrid bajo la jurisdicción del arzobispado de Tarnovo. Sin embargo, logró expulsar a los obispos griegos e instalar búlgaros en su lugar. Los siguientes gobernantes búlgaros estuvieron tratando constantemente de hacer al arzobispado de Ohrid inferior al arzobispado de Tarnovo. Las conquistas latinas y la fundación de los Estados independientes búlgaro y serbio redujeron inmensamente la jurisdicción del arzobispado de Ohrid, pero no desapareció. Durante el tiempo del arzobispo Demetrio Comateno, la autocefalía del arzobispado confirmó el acto de ungir al déspota de Epiro, Teodoro Comneno Ducas, como emperador, y en correspondencia con el patriarca.
La expansión del Estado serbio hacia el sur alcanzó su apogeo en el momento del zar Esteban Dušan (1331-1355). El año en que Esteban Dušan ocupó Ohrid fue alrededor de 1334. En 1368, el señor de Serres, Jovan Uglješa, reestableció el arzobispado para la independencia de su reino. En 1371 el Patriarcado Ecuménico consiguió nuevamente la jurisdicción de las eparquías meridionales. Sin embargo en 1376 el arzobispado estuvo vinculado nuevamente al Patriarcado de Serbia, durante el gobierno de Lazar de Serbia.[1] Después de la caída del Patriarcado de Bulgaria en 1394, algunas de las diócesis bajo su jurisdicción entraron en el Arzobispado de Ohrid. Así, a comienzos del siglo XV, el arzobispo de Ohrid, unió las diócesis de Sofía y Vidin al arzobispado. En 1408, Ohrid estuvo bajo el dominio turco. Aun así, los turcos no intervinieron en el arzobispado de Ohrid, debido sobre todo a su tolerancia por las religiones monoteístas y dejaron al pueblo a gobernarse a sí mismos en relación con la religión.
Cuando el último patriarca medieval serbio murió en 1463, no había opciones técnicas para elegir uno nuevo, por lo que el arzobispado de Ohrid había establecido su reclamación sobre muchas eparquías del Patriarcado de Serbia sobre la base de sus antiguos derechos territoriales de 1019, anterior a la autocefalía de 1219. Por la década de 1520, el arzobispado de Ohrid había logrado poner prácticamente toda la Iglesia serbia bajo su jurisdicción, sin embargo, por intervención de Sokollu Mehmed Pasha en 1557, este último fue renovado y reorganizado. Durante el siglo XV, las diócesis del otro lado del Danubio, de los ducados de Valaquia y Moldavia, cayeron bajo la jurisdicción del arzobispado. Sin embargo, esto no duró durante más de cien años. Hacia el comienzo del siglo XVI, el arzobispado de Ohrid amplió su jurisdicción sobre los territorios, incluso en el sur de Italia, así como en Dalmacia. El rebaño de esta diócesis estaba compuesta de griegos y albaneses. Hacia la mitad del siglo XVI, el arzobispado de Ohrid perdió la diócesis de Veria, sin embargo, a principios del siglo XVII, ganó la diócesis de Durazzo del Patriarcado de Constantinopla. Desde entonces y hasta su abolición en 1767, el arzobispado no perdió ni ganó una diócesis bajo su jurisdicción.
La autocefalía del arzobispado de Ohrid siguió siendo respetado durante los períodos del gobierno bizantino, búlgaro, serbio y otomano y la iglesia continuó existiendo hasta su disolución en 1767, cuando fue abolido por decreto del sultán, a instancias del Patriarcado Ecuménico de Constantinopla, y fue colocado bajo la jurisdicción del Patriarca de Constantinopla. la división en fanariotas y autoctonistas que se produjo entre los obispos diocesanos del arzobispado de Ohrid y, la dificultad financiera del arzobispado durante un largo período de tiempo, contribuyeron a su abolición. Sólo un año antes, el Patriarcado de Constantinopla abolió el Patriarcado de Serbia de la misma manera, y sus diócesis se adjuntaron al de Constantinopla.